# 甘露寺 (九華山)
甘露寺（かんろじ）は、中華人民共和国安徽省池州市青陽県九華山にある仏教寺院。

## 名称の由来
寺院名の「甘露」の典拠は、『法華経』の「我為大衆説甘露浄法」にある一文である。

## 歴史
康熙6年（1667年）、洞安を開山に創建された。乾隆年間に優曇が中興した。
1983年、中華人民共和国国務院は仏寺を漢族地区仏教全国重点寺院に認定した。2004年、安徽省人民政府は仏寺を安徽省文物保護単位に認定した。

## 伽藍
山門、天王殿、大雄宝殿、鐘楼、鼓楼